# Pedeli jõgi
Pedeli jõgi (lettiska: Pedele) är en 31 km lång å i Estland (omkring 15 km) och Lettland (omkring 16 km). Pedeli jõgi är ett sydligt vänsterbiflöde till Väike Emajõgi. Den har sin källa i sjön Kadastiku järv i Tõrva kommun i Estland. Den rinner åt sydöst, över gränsen till Lettland och till den delade staden Valka/Valga. När den åter passerar gränsen till Estland vänder den norrut där den förenas med Väike Emajõgi. 